# Élections générales de 1988 à Gibraltar
Les élections législatives de Gibraltar en 1988 se sont tenues le 24 mars 1988 pour élire les 15 membres du parlement pour un mandat de quatre ans.

## Partis en présence
| Parti | Parti                                                                                                  | Idéologie                       | Chef de file                     | Score précédent           |
| ----- | --- | ------------------------------- | -------------------------------- | ------------------------- |
|       | Association pour la promotion des droits civils (AACR) Association for the Advancement of Civil Rights | Centre droit Libéralisme        | Adolfo Canepa (Ministre en chef) | 44,4 % des voix 8 députés |
|       | Parti travailliste-socialiste de Gibraltar (GSLP) Gibraltar Socialist Labour Party                     | Centre gauche Social-démocratie | Joe Bossano                      | 34,2 % des voix 7 députés |
|       | Démocrates indépendants Independent Democrats                                                          |                                 |                                  | Inexistant                |

## Résultats

### Par partis
| Parti                    | Parti                                                  | Voix    | %     | Sièges | +/-           |  |
| ------------------------ | ------------------------------------------------------ | ------- | ----- | ------ | ------------- |  |
|                          | Parti travailliste-socialiste de Gibraltar (GSLP)      | 60 626  | 58,22 | 8      | 1             |  |
|                          | Association pour la promotion des droits civils (AACR) | 30 562  | 29,35 | 7      | 1             |  |
|                          | Démocrates indépendants                                | 12 947  | 12,43 | 0      | Nv.           |  |
| Total                    | Total                                                  | 104 135 | 100   | 15     | en stagnation |  |
|                          |                                                        |         |       |        |               |  |
| Total des votants        | Total des votants                                      | 13 473  | 100   |        |               |  |
| Abstentions              | Abstentions                                            | 4 057   | 23,14 |        |               |  |
| Inscrits / participation | Inscrits / participation                               | 17 530  | 76,86 |        |               |  |

### Par candidat
| Nom | Nom                  | Parti | Voix  | Élu ? |
| --- | -------------------- | ----- | ----- | ----- |
|     | Joe Bossano          | GSLP  | 8 128 | Oui   |
|     | Joseph Pilcher       | GSLP  | 7 673 | Oui   |
|     | Joseph Baldachino    | GSLP  | 7 568 | Oui   |
|     | Joseph Moss          | GSLP  | 7 510 | Oui   |
|     | Maria Montegriffo    | GSLP  | 7 507 | Oui   |
|     | Michael Feetham      | GSLP  | 7 505 | Oui   |
|     | Robert Mor           | GSLP  | 7 496 | Oui   |
|     | Juan Perez           | GSLP  | 7 239 | Oui   |
|     | Adolfo Canepa        | AACR  | 4 422 | Oui   |
|     | Peter Montegriffo    | AACR  | 4 356 | Oui   |
|     | Maurice Featherstone | AACR  | 3 706 | Oui   |
|     | George Mascarenhas   | AACR  | 3 698 | Oui   |
|     | Ernest Britto        | AACR  | 3 640 | Oui   |
|     | Reggie Valarino      | AACR  | 3 626 | Oui   |
|     | Kenneth Anthony      | AACR  | 3 595 | Oui   |
|     | Terry Cartwright     | AACR  | 3 519 | Non   |
|     | Joseph Pitaluga      | DEM   | 2 091 | Non   |
|     | Maria Desoiza        | DEM   | 1 842 | Non   |
|     | Gladys Perez         | DEM   | 1 689 | Non   |
|     | Joseph Bautista      | DEM   | 1 503 | Non   |
|     | Richard Desoiza      | DEM   | 1 497 | Non   |
|     | James Rosado         | DEM   | 1 464 | Non   |
|     | Richard Pitaluga     | DEM   | 1 443 | Non   |
|     | Joseph Olivero       | DEM   | 1 418 | Non   |